# Ibrahimijja
Ibrahimijja (arab. إبراهيمية) – wieś w Syrii, w muhafazie Aleppo, w dystrykcie Ajn al-Arab. W 2004 roku liczyła 305 mieszkańców.